# منتزه عين فيتال
منتزه عين ڨيتال هو منتزه حضري طبيعي بمدينة إفران، إقليم إفران، جهة فاس مكناس، بالأطلس المتوسط بالمغرب. يتوفر المنتزه على منبع للمياه العذبة وشلال طبيعي، ويعد مجالا لممارسة الرياضة والتنزه.

## التسمية
سمي المنتزه بعين فيتيل من طرف المستعمر الفرنسي، وهو اسم مشتق من إسم منبع مائي بجبال الألب له نفس الإسم.

## الوصف
تقطع المنتزه عدة جداول مائية وأودية، وتنتشر فيه أصناف نباتية مختلف مثل أشجار البلوط الأخضر والصفصاف، يحتوي المنتزه لعى منبع للمياه العذبة، وجداول مائية متعددة، وشلالات من الحجم المتوسط تدعى شلالات العذراء، وأشجار معمرة كبيرة الحجم. يمتد هذا المنتزه من المجال الحضري لمدينة إفران وصوصلا إلى زاوية سيدي عبد السلام بالجماعة القروية تيزكيت، إقليم إفران.

## السياحة
تمارس في المنتزه رياضات مختلفة مثل الجري وكرة القدم، بالإضافة إلى رياضة صطياد سمكة الترويتة الموسمية التي تعمل على تنظيمها جمعية فيتال الرياضية لصيد السمك والحفاظ على البيئة. تعتبر عين فيتال مكانا مخصصا للتنزه في الطبيعة، تزوره أعداد كبيرة من الزوار، خاصة العائلات خلال فصل الربيع. زوار المنتزه يأتون من مدن مغربية مختلفة وخارج المغرب، خاصة ساكنة مدينة فاس ومكناس.

## معرض الصور

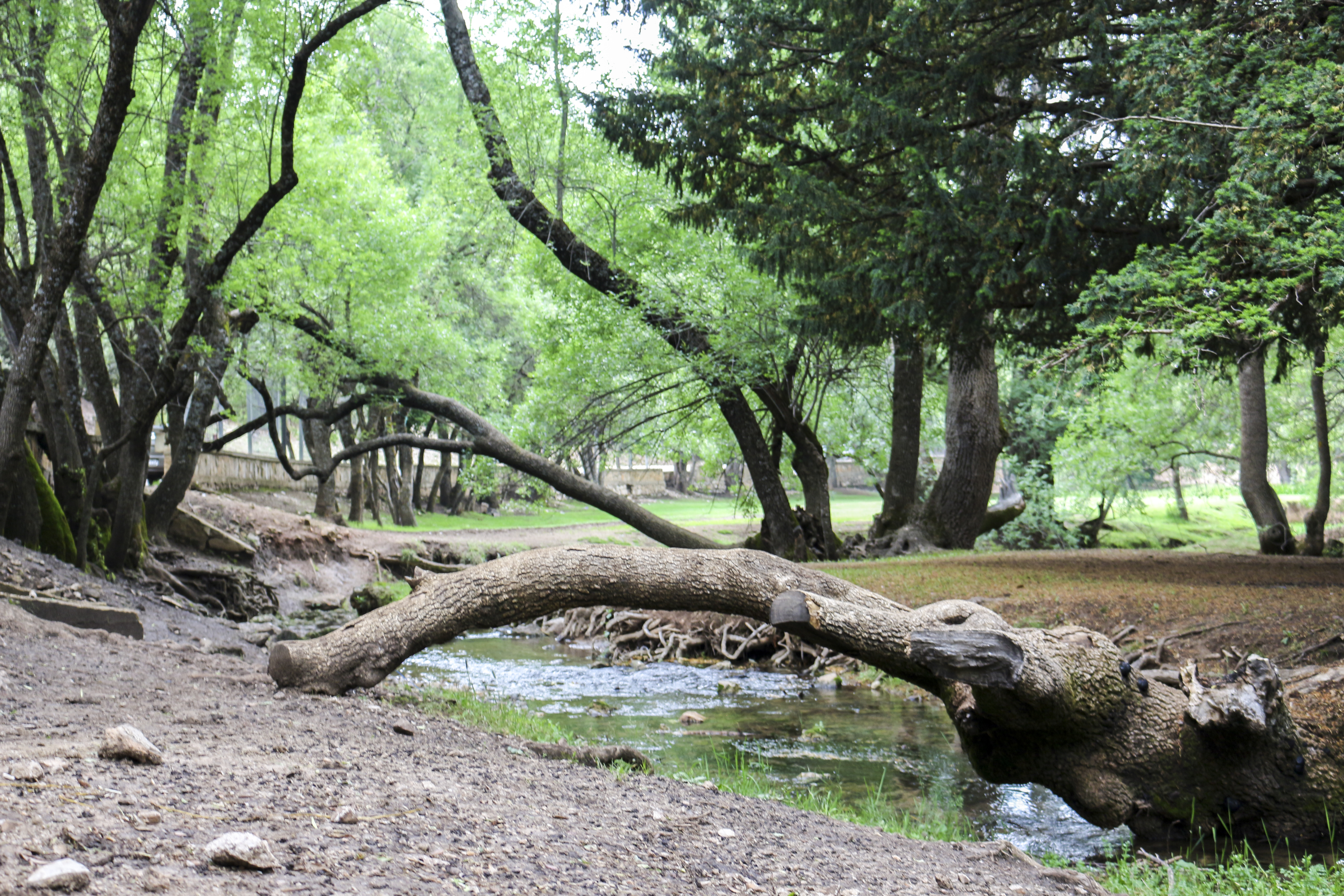
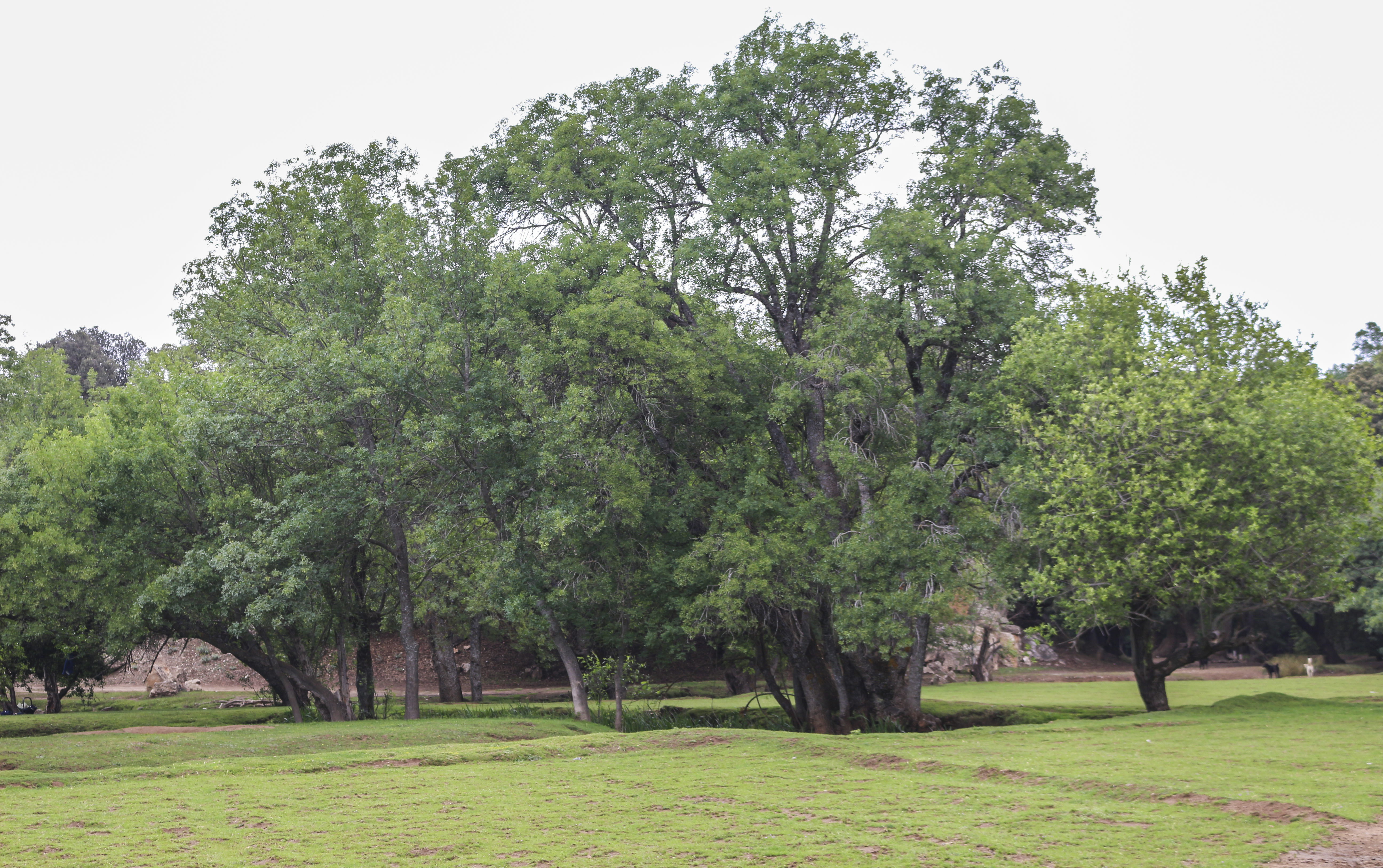
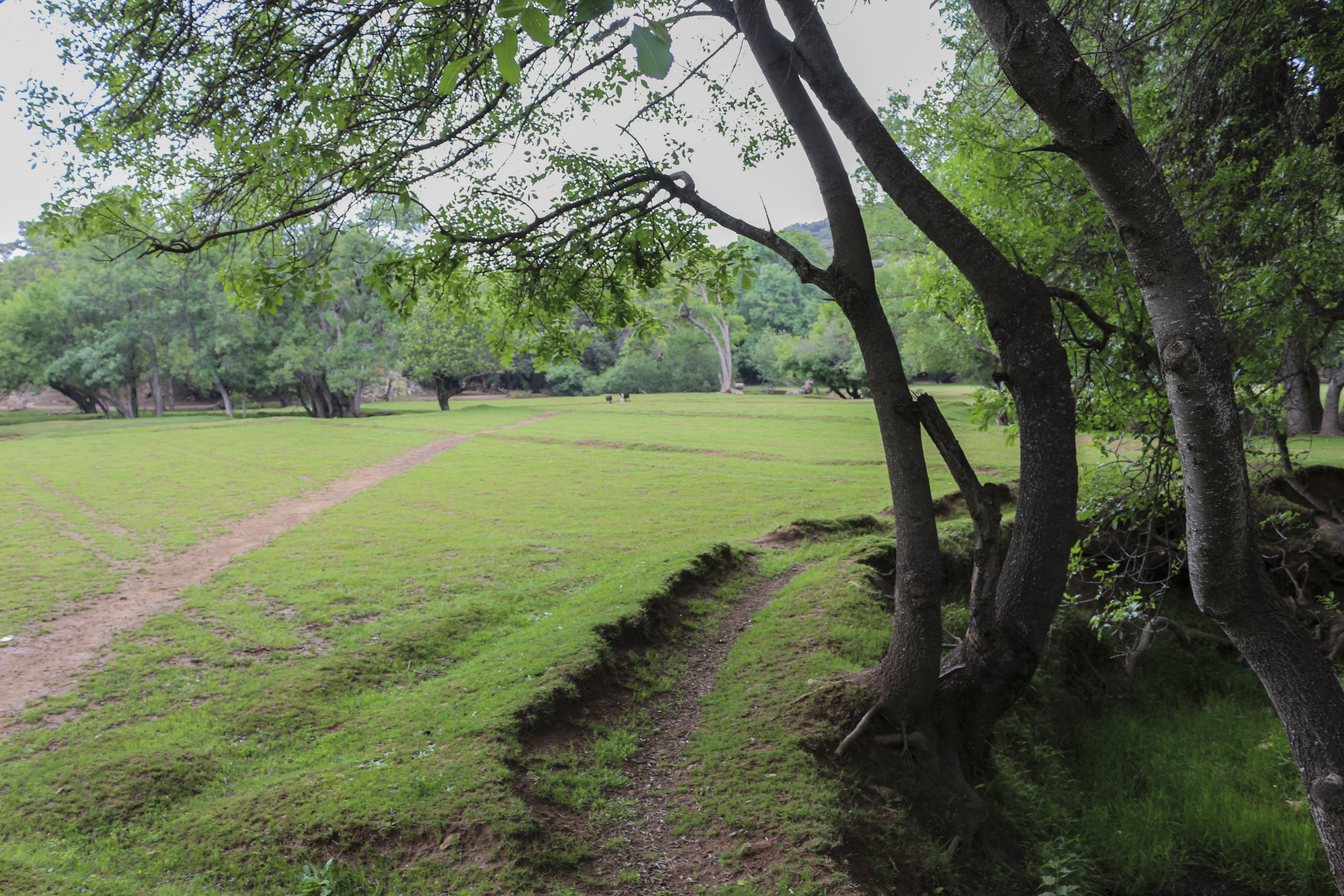
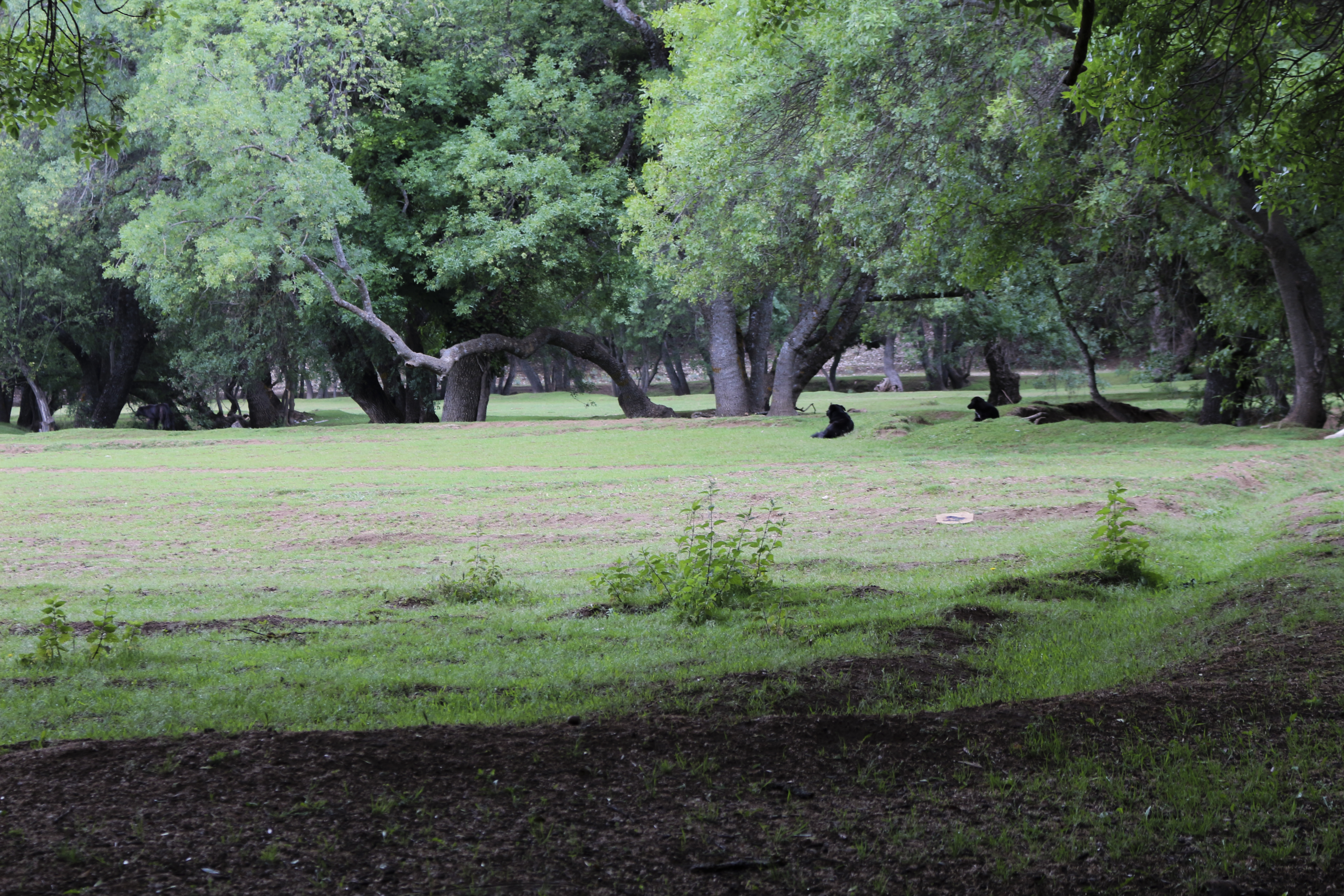
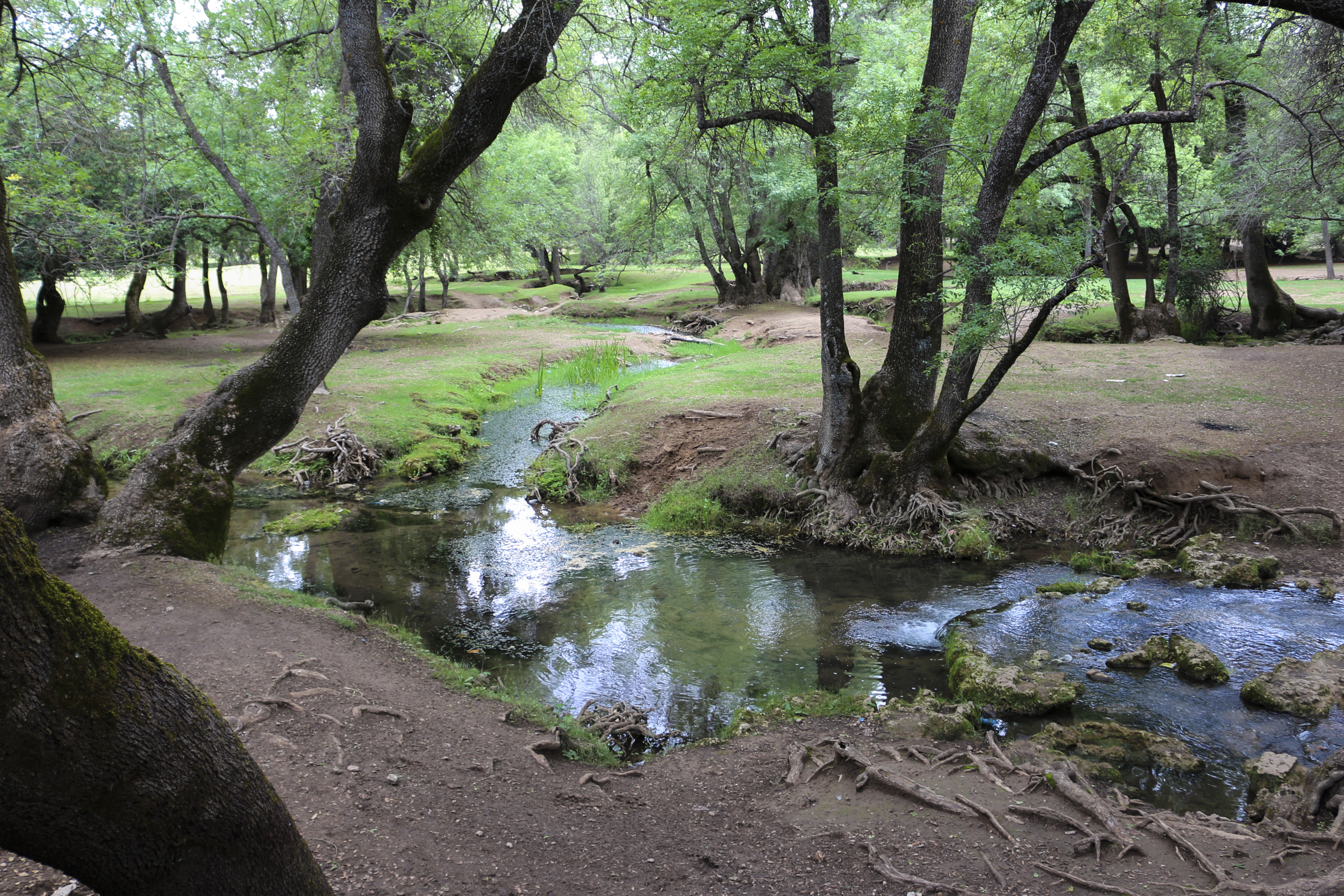
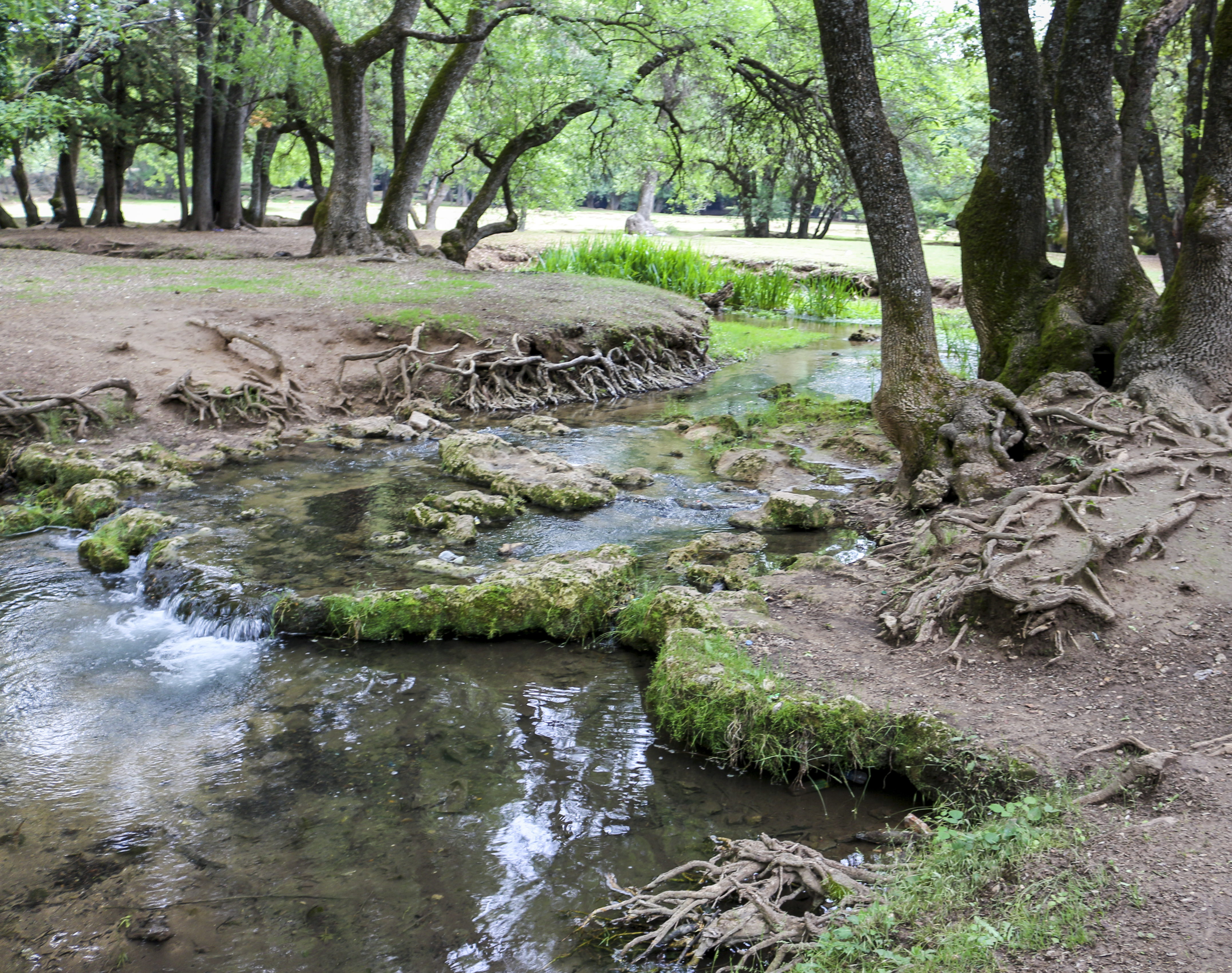
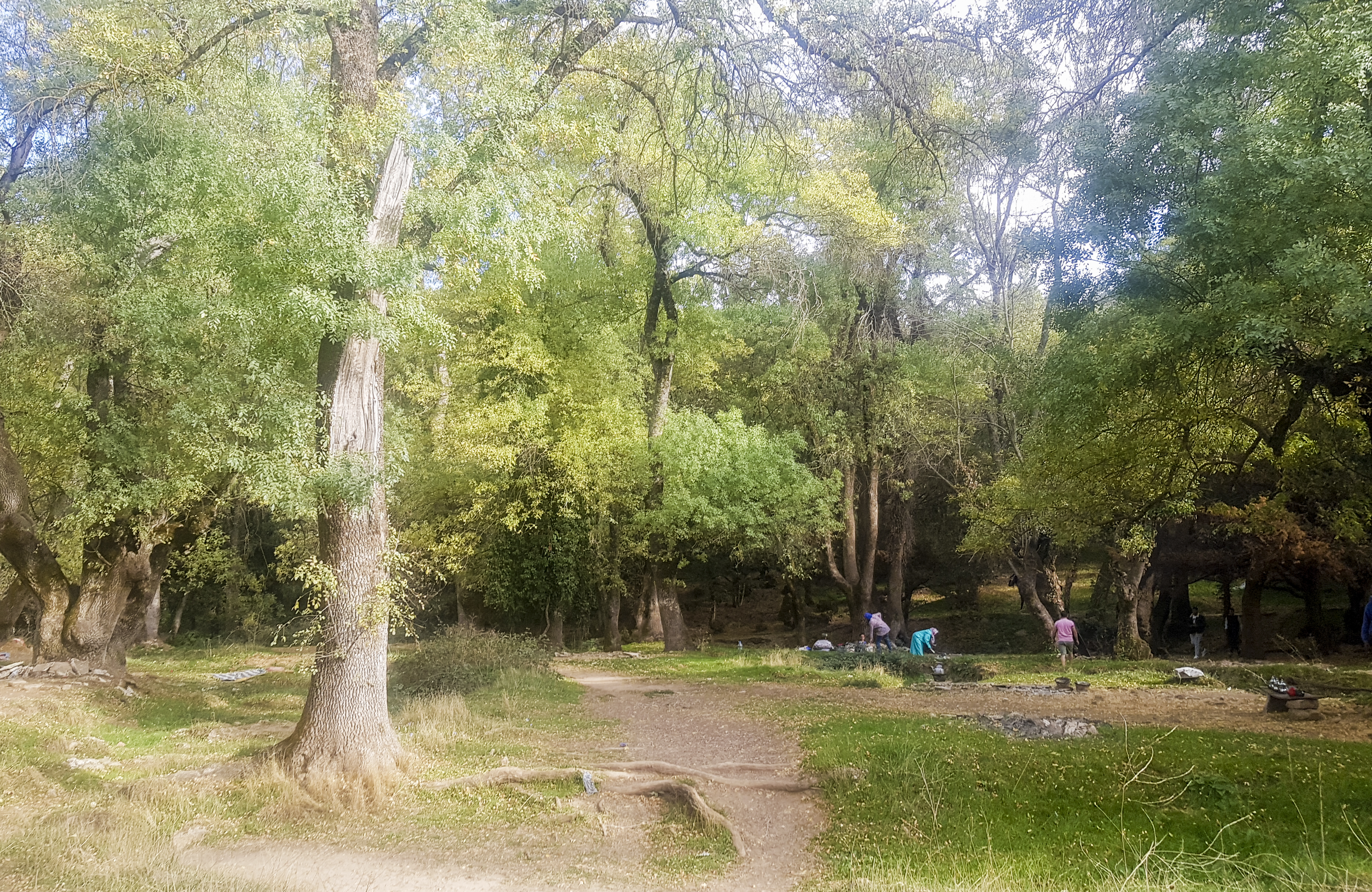
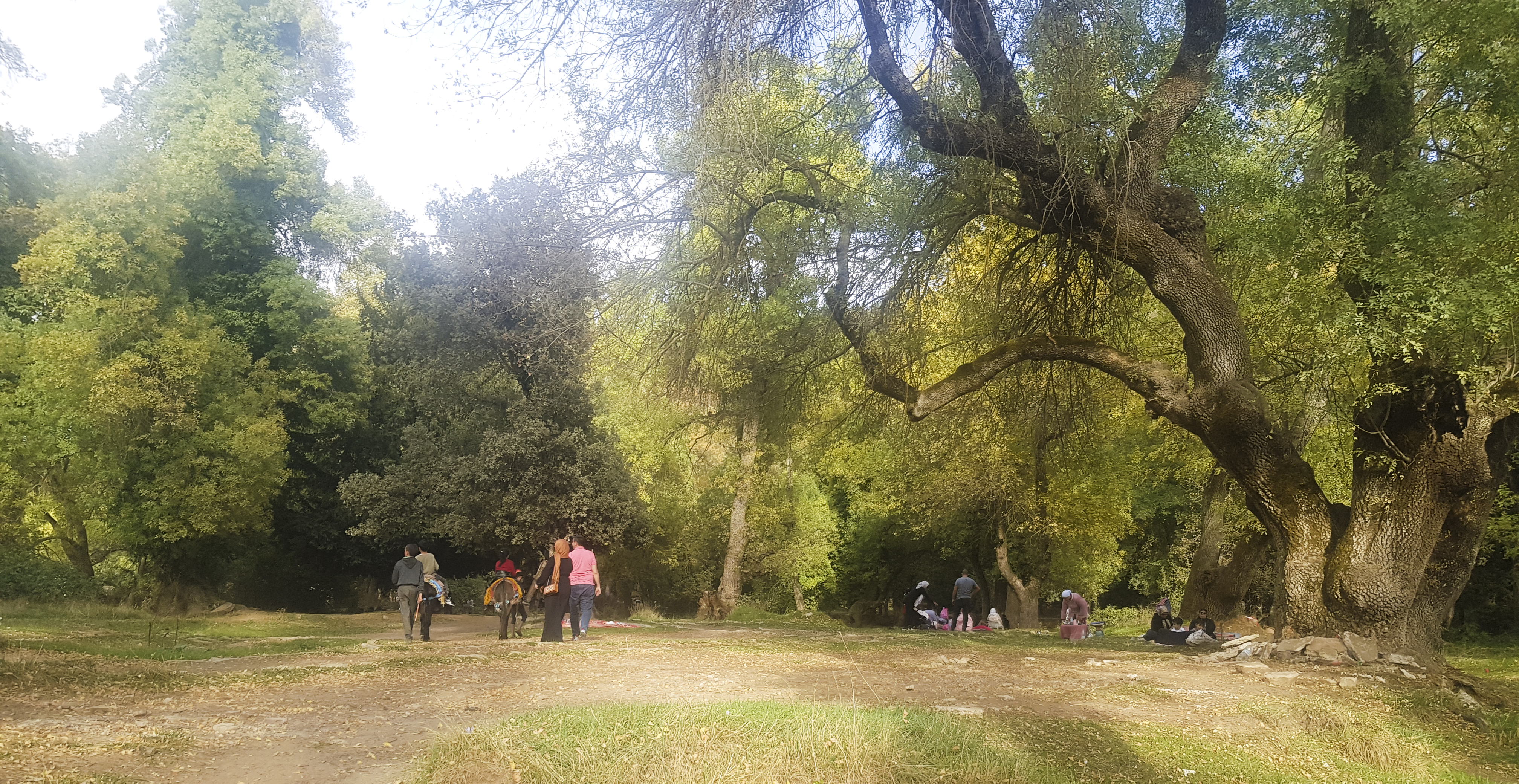
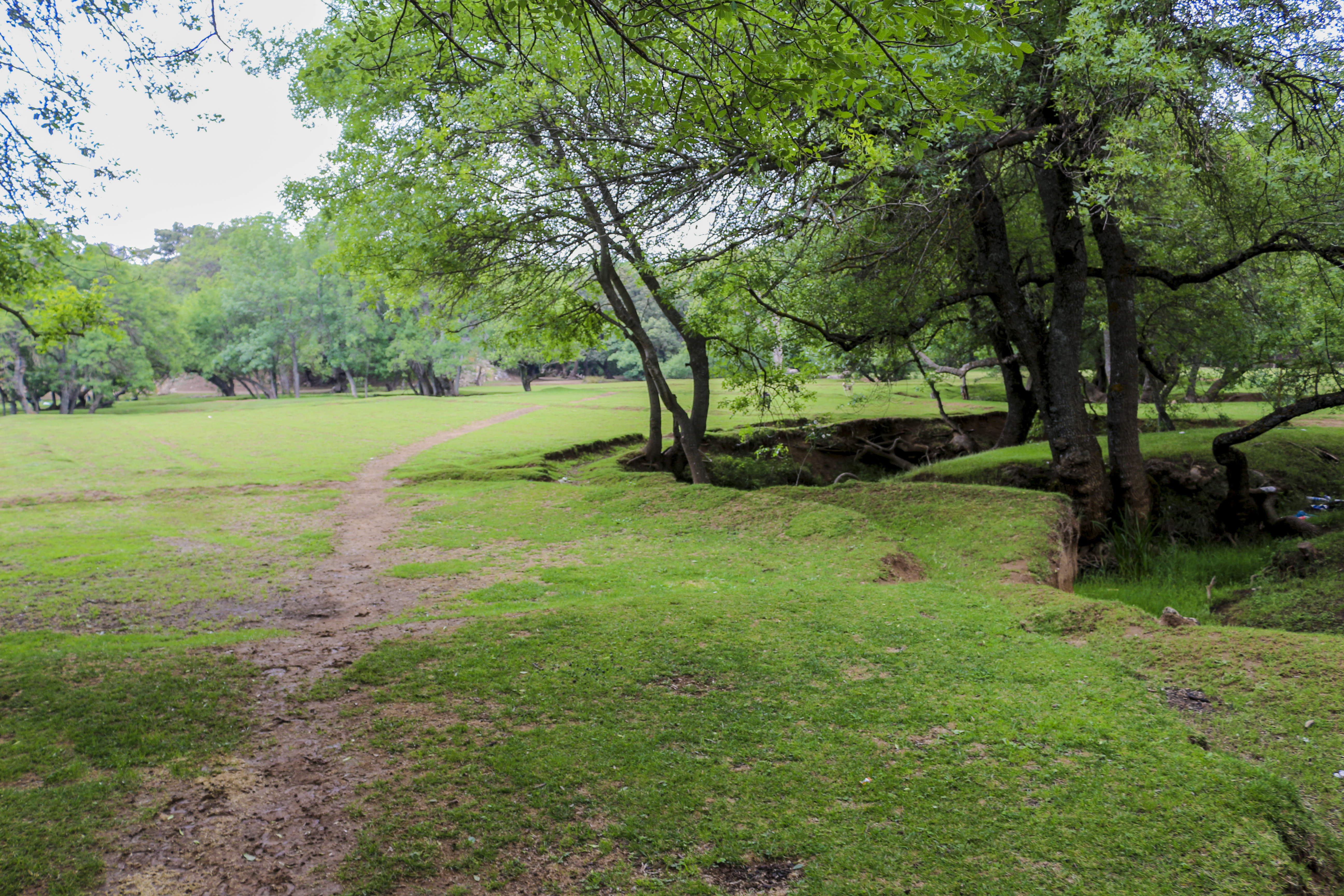
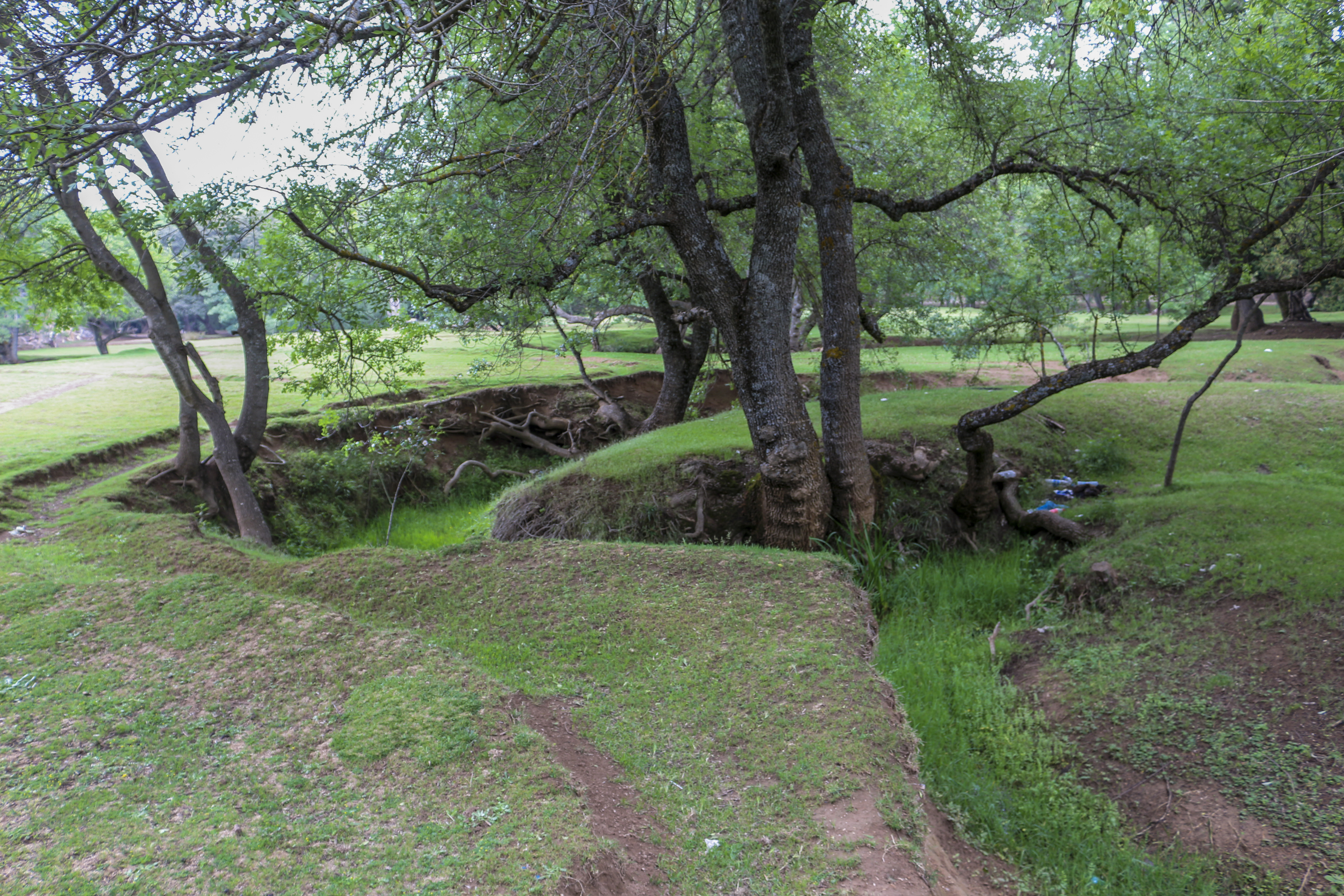

## التهيئة

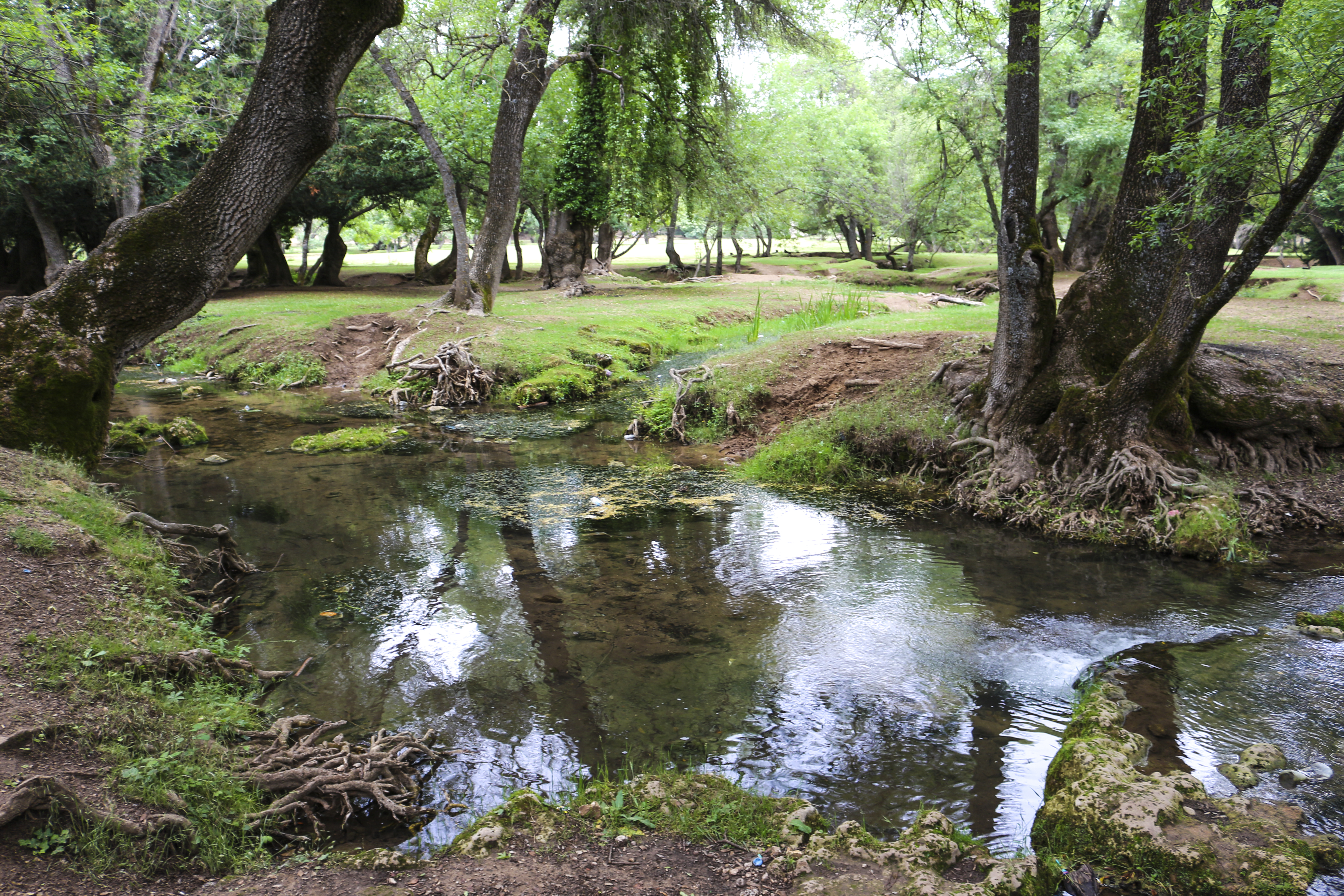
منتزه عين فيتال خلال فصل الربيع بمدينة إفران

المنتزه محاط بالسياج، ومهيئ لاستقبال السياح وتوفير ظروف الراحة، حيث تم تزويده بمواقف للسيارات والكراسي، وحاويات القمامة، كما يمكن ممارسة عدة أنشطة ترفيهية في المنتز مثل ركوب الخيل واقتناء منتجات الصناعة التقليدية.

## الجمعيات
جمعية مهر عين فيتال للسياحة الإيكولوجية وحماية البيئة بإفران
جمعية فيتال الرياضية لصيد السمك والحفاظ على البيئة.